# Le Choc du mois
Le Choc du mois est un mensuel politique français d'extrême droite diffusé à partir de décembre 1987 jusqu'en 1993, date à laquelle il a cessé de paraître, à la suite d'une condamnation pour négationnisme. Le journal a été fondé par François Brigneau, Marc Dem et Bruno Larebière. 
En 2006, la revue est relancée sur une ligne éditoriale élargie. Le Choc du mois se définit aujourd'hui comme « le magazine de toutes les droites ». Bruno Larebière en a été le nouveau rédacteur en chef, remplacé en 2009 par François Bousquet.

## Historique (1987 - 1993)
La revue, après cinq années de parution et soixante-sept numéros, s'interrompt en 1993 (numéro de juillet-août). Dès 1990, les ventes avaient diminué sensiblement. Les condamnations judiciaires ont achevé de creuser le déficit. En avril 1991, la XVIIe chambre du tribunal correctionnel de Paris a condamné Patrice Boizeau, directeur de la publication du mensuel, à 30 000 francs d'amende et à verser 20 000 francs à chacune des onze associations d'anciens déportés qui s'étaient constituées partie civile. Le tribunal a également ordonné la publication du jugement dans quatre quotidiens, à raison de 15 000 francs par publication. Le Choc du mois avait en effet publié un entretien accordé par Robert Faurisson, et celui-ci déclarait : « Le mythe des chambres à gaz est une gredinerie », et « J'ai d'excellentes raisons de ne pas croire à cette politique d'extermination des juifs, ou à la magique chambre à gaz, et on ne me promènera pas en camion à gaz. »
Les locaux du journal avaient été endommagés par un attentat à la bombe le 16 octobre 1989 dont l'explosion avait manqué de tuer le journaliste Éric Letty[réf. nécessaire].

## Nouvelle série (2006 - 2011)
Le magazine est réapparu dans les kiosques le 27 avril 2006 sous la direction de Jean-Marie Molitor — également à la tête de Minute —, Bruno Larebière en étant à nouveau le rédacteur en chef. La nouvelle série se démarque de la première série, tant par les polémiques que Le Choc du mois première manière a pu susciter que par le ton, en privilégiant les dossiers grand format et les grands entretiens avec des personnalités du monde politique, médiatique, culturel et universitaire, tout en affichant une ligne éditoriale volontiers anti-conformiste qui l'apparente au courant de l'anarchisme de droite[réf. nécessaire]. Il est qualifié de journal d'extrême droite par L'Express, Libération.
Depuis l'été 2009, François Bousquet a remplacé Bruno Larebière à la tête de la rédaction.